# Beshkent
Beshkent (uzb. cyr.: Бешкент; ros.: Бешкент, Bieszkient) – miasto w południowym Uzbekistanie, w wilajecie kaszkadaryjskim, na Stepie Karszyńskim, siedziba administracyjna tumanu Qarshi. W 1989 roku liczyło ok. 11,5 tys. mieszkańców. Ośrodek przemysłu włókienniczego i odzieżowego.
Miejscowość otrzymała prawa miejskie w 1977 roku.